# SE-AEA

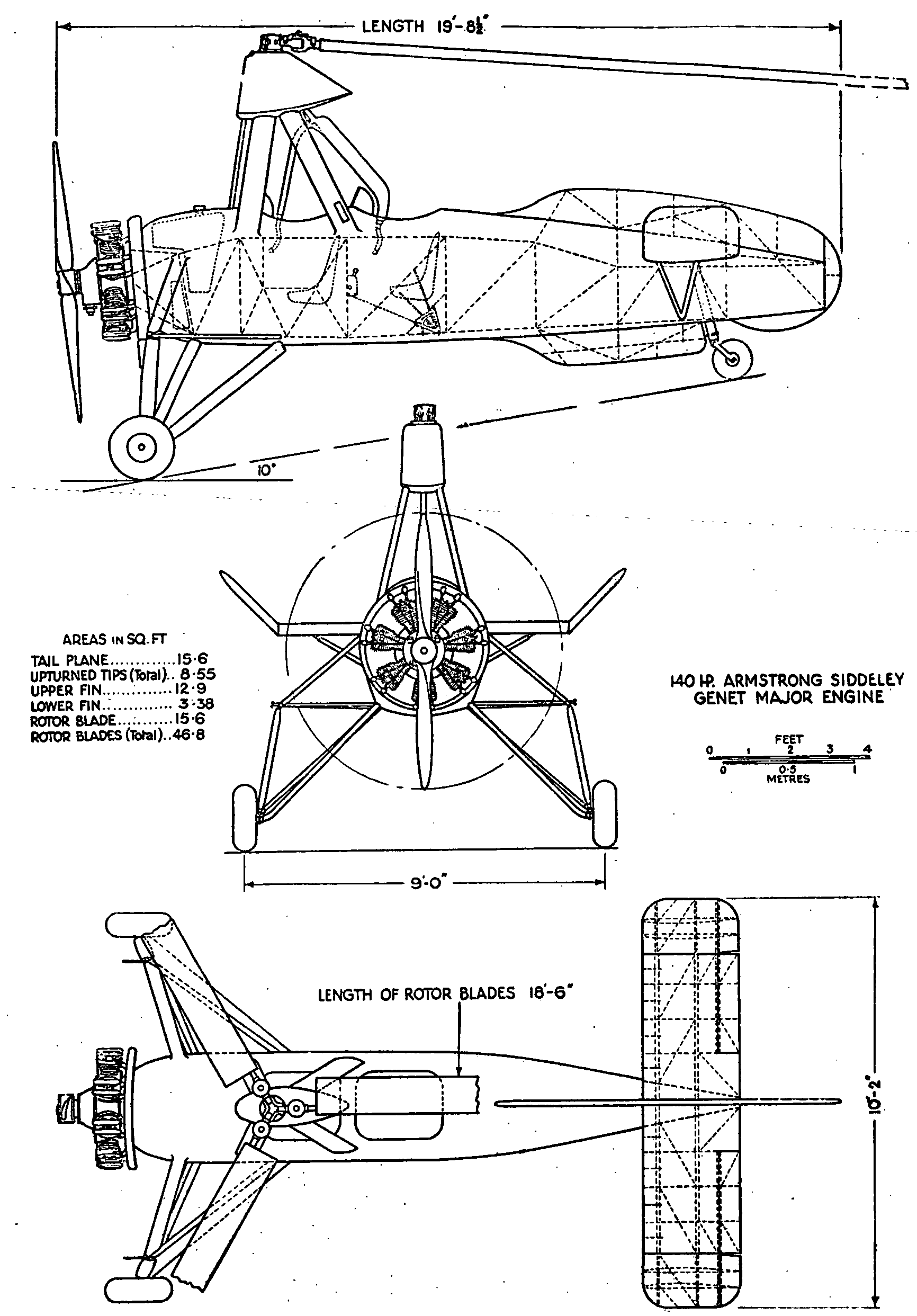
Ritning

SE-AEA var den andra autogiro som importerades till Sverige av sammanlagt sju. Den är av modell Cierva C.30, också benämnd Avro 740.
Flygplanet tillverkades av A.V. Roe & Co. (Avro) i Manchester i Storbritannien på licens av Cierva Autogiro Company och köptes 1934 av bröderna Theodor och Henrik Wright Diedens nybildade AB Autogiro Agenturen, med bas på ett eget flygfält på Karlslunds herrgård utanför Örebro. Pilot på detta, och på den något tidigare inköpta första autogiron av modell Cierva C.19, med registreringsnummer SE-ADU, var Rolf von Bahr. von Bahr övertog något år senare rörelsen i AB Autogiro.
von Bahrs autogiror användes bland annat för rundflygningar med turister, bland annat regelbundet vintertid från Storlien. Under åren 1939–1945 utförde von Bahr dagliga spaningsflygningar efter minor utefter kusten mellan Smygehuk och Hallands Väderö för Öresunds marindistrikt inom den svenska marinen. Två autogiror havererade över Öresund och sjönk, men SE-AEA klarade sig.
Rolf von Bahrs företag, från 1945 AB Helikopterflyg, bytte efter andra världskriget från autogiror till helikoptrar, medan autogirorna förrådsställdes. År 1948 donerade han SE-AEA till Tekniska museet i Stockholm. Han sålde sedan sina kvarvarande autogiror 1949 till Örebro Bil- och Flygklubb på Gustavsviksfältet.

## Bildgalleri

SE-AEA vid Isbrytaren Göta Lejon i början av 1940-talet
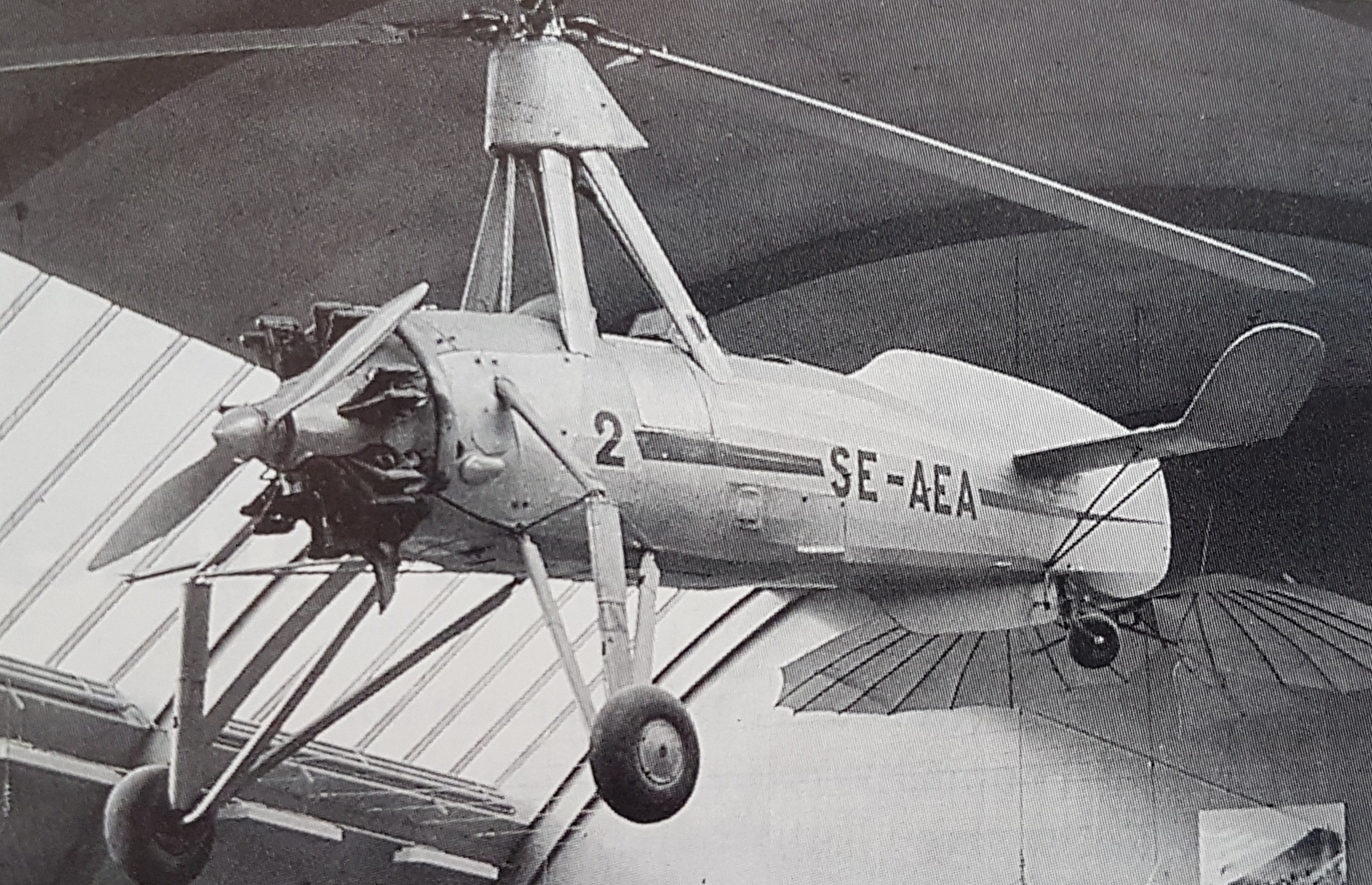
SE-AEA i Tekniska museet i Stockholm